# 2 Pułk Inżynieryjny (WP na Wschodzie)
2 Pułk Inżynieryjny (2 pinż) – oddział inżynieryjny Wojska Polskiego na Wschodzie.

## Historia 2 Pułku Inżynieryjnego
Początek 2-go Pułku Inżynieryjnego datuje się od stycznia i lutego 1918r. w którym to czasie na froncie rumuńskim Besarabii samorzutnie formuje się kompanie saperów kpt. Artura Górskiego, kpt. Zajączkowskiego, ś.p. ppor. Ejzerta, por. Szymańskiego i por. Puchalskiego oraz ppor. Kossobudzkiego – łączą się dnia 2 lutego 1918 roku na rozkaz dowódcy II Korpusu, generała Stankiewcza, w 2-gi Pułk Inżynieryjny, pod dowództwem kapitana Artura Górskiego. Przez cały czas, aż do bitwy Kaniowskiej, pułk reorganizuje się i szkoli, a wytężona praca jego dzielnego i energicznego dowódcy oraz oficerów i szeregowych sprawia w krótkim czasie, że pułk zajmuje jedno z pierwszych miejsc w Korpusie.
Podczas przemarszu Korpusu na wschód i defilady w Humaniu w pierwszej połowie kwietnia 1918 roku powszechną uwagę zwraca na siebie dziarskim wyglądem 2-gi Pułk Inżynieryjny za co oddział zostaje wyróżniony rozkazem dowództwa Korpusu.
„Niniejszym zaświadczam, że rozkazem II-go Polskiego Korpusu dnia 7 maja 1918 r. (Dowódca generał Haller) – kapitan Artur Górski, dowódca 2-go Inżynieryjnego Pułku, wyróżniony za energię i owocną pracę przy doprowadzeniu 2-go Pułku Inżynieryjnego do znakomitego stanu pod względem frontowym i technicznym”.

## Bój pod Kaniowem
W boju pod Kaniowem 2 Pułk Inżynieryjny liczył 42 oficerów i 860 szeregowych, bitwa trwała od nocy z 10–11 maja, gdzie Niemcy uderzali na Polaków. W wyniku rozmów II Korpus złożył broń i był przewożony do obozów jenieckich w Białej Siedleckiej, Brześciu, Gustroniu, Pachimina i Bressen. Duża liczba żołnierzy przedzierała się i zbiegła. Rozproszeni po całej Ukrainie żołnierze II Korpusu utworzyli wkrótce Ośrodek formowania niezależnych oddziałów wojska polskiego na Murmaniu, Syberii i na Kubaniu. 2-gi Pułk Inżynieryjny został wysłany do obozu w Masłówce, potem w Białej Siedleckiej. Po 11 listopada 1918 roku powstał 1 Pułk Inżynieryjny pod dowództwem kpt. Artura Górskiego oraz wielu oficerów z byłego 2-go Pułku Inżynieryjnego II Korpusu Polskiego na Wschodzie.

## Struktura organizacyjna i obsada personalna
dowództwo
- Dowódca – kapitan Artur Górski
- zastępca Dowódcy – kapitan Mikołaj Kolankowski
- zarządzający gospodarką – por Jerzy Rosman
- adiutant – ppor.Józef Kossobudzki
- szef łączności – ppor. Stanisław Gadomski
- oficer do zleceń – ppor. Eustachy Gorczyński
- lekarz – por. Aleksander Wośkowski

Pierwsza Kompania saperska
- dowódca – por. Roman Szymański
- oficerowie – ppor. Adolf Szmidt, Jerzy Kulesza, Konstanty Chełmowski i Aleksander Bogucki.

Druga Kompania saperska
- dowódca – ppor. Marian Ejzert
- oficerowie – ppor. Józef Borowiak, Bolesław Liszewski i Emil Jabłoński

Trzecia Kompania Kolejowa
- dowódca – ppor. Wiktor Puchalski
- oficerowie – ppor. Ludwik Czernichowski, Andrzej Wasiutyński, Zygmunt Urban, Wacław Skrzyński, Antoni Święcicki i Eugeniusz Karbowski.

Czwarta Kompania Łączności
- dowódca – kapitan Mikołaj Zajączkowski
- oficerowie -kpt. Zygmunt Grodziński, ppor. Zbigniew Ernber-Stojowski i Stanisław Pawlukas.

Park Saperski
- dowódca – por. Zygmunt Sielużycki, ppor. Aleksander Stankiewicz.

Oficerowie pułku
- mjr Bolesław Bołsunowski, kpt. Zdzisław Ciechoński, por. Józef Michałowski, por. inż. Józef Wesołowski, por. Jan Swolkień, por. Stanisław Perko, ppor. Mieczysław Basiewicz, Edward Krąkowski i Eugeniusz Moroński.

## Symbole Pułku
Odznaka Pułku

Odznakę stanowi stylizowany srebrny orzeł ze złożonymi skrzydłami, w centrum ażurowe koło zębate, a na nim kotwica ze skrzyżowanym toporkiem i łopatą, splecione łańcuchem kotwicznym. Na kotwicy u góry rok 1918, cyfra 2 i napis INŻYNIERYJNY WP. Poniżej zębatki znajdują się dwa skrzyżowane rzymskie miecze. Dwuczęściowa – wykonana w tombaku srebrzonym i złoconym, na rewersie przymocowana tarcza z wybitą historią pułku SOROKI 23/I, CZĘCZELNIK 26/III, HUMŃ 7/IV, MASŁÓWKA 12/V, MRONOWSKI 13-14V, STEPAŃCE 11/V. Wymiary: 46 × 34 mm
Wykonanie: Stanisław Lipczyński – Warszawa
Sztandar

26 marca 1918 w miejscowości Olgopol Pułk otrzymał sztandar od Rady Wojskowej II Korpusu.